# Institut d'administration des entreprises
Cet article possède des paronymes, voir Institut de l'entreprise et Institut d'informatique d'entreprise.
Pour les articles homonymes, voir IAE (homonymie).
Les instituts d’administration des entreprises (IAE), rebaptisés en 2014 écoles universitaires de management, sont des composantes des universités françaises. Les IAE constituent un modèle qui s'inspire de celui des business schools anglo-saxonnes.
En 2019, il existe 39 IAE répartis sur le territoire français, dont 38 sont regroupés à travers IAE FRANCE (appelé précédemment Association nationale des IAE puis Réseau IAE) présidé par le professeur Marie-Christine Chalus, directrice de l'IAE Lyon.

## Historique

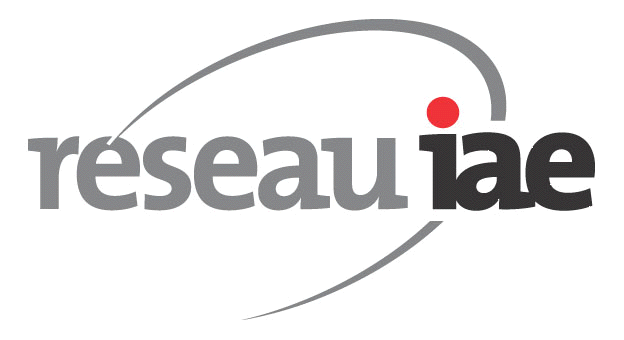
Ancien logo.

En 1955, Gaston Berger, directeur général de l'enseignement supérieur au ministère de l’Éducation, décide de créer les premières filières de gestion en France  en s'inspirant du système d'enseignement par cas des business schools américaines. À la même époque, aux États-Unis, l'essor économique était alimenté par des fournées d'ingénieurs et de gestionnaires issus de business schools rattachées aux meilleures universités américaines, en particulier Harvard. Le modèle avait déjà essaimé en France via le Centre de perfectionnement aux affaires. Les sites pionniers en France pour les I.A.E. sont Aix-en-Provence, Bordeaux, Dijon, Rennes et Toulouse.
C'est dans ce contexte que voit le jour le certificat d'aptitude à l'administration des entreprises (CAAE devenu plus tard master administration des entreprises, MAE), diplôme-phare des IAE qui initie en un an à la double compétence. Ce dernier est un « mini-MBA à la française », principalement destiné aux ingénieurs et scientifiques : l'enseignement repose sur la méthode des cas, approche innovante à l'époque.

## Statut
Vingt-quatre IAE ont le statut d’instituts ou d'écoles faisant partie des universités,, au même titre que les instituts universitaires de technologie par exemple. Certains sont des sous-ensembles d’une unité de formation et de recherche.
L’IAE de Paris est le seul à disposer d'une autonomie de gestion ; c’est un établissement public à caractère administratif associé à l’université Paris-1 Panthéon-Sorbonne.
L’EM Strasbourg Business School est le résultat de la fusion d’un IAE et d’une école de commerce consulaire, elle fait partie de l’université de Strasbourg.
Le Réseau est adossé à 33 laboratoires de recherche, dont six unités mixtes de recherche.

## Formation
L'intégration des IAE se fait par concours via le test score IAE-MESSAGE et entretiens. Certains IAE comme Paris, Grenoble, Caen, Lille, Aix ou Nice entre autres demandent également les résultats d'autres tests tels que de TAGE MAGE, le GMAT, le GRE, le TOEIC et le TOEFL.
Selon le rapport Hetzel, les IAE affichent les meilleurs résultats des formations universitaires en matière de professionnalisation : « (…) le réseau des IAE est celui qui affiche (…) les taux d’insertion professionnelle les plus élevés parmi les formations universitaires françaises. »
Le réseau a travaillé avec la société SGS pour développer un référentiel d'évaluation, permettant aux IAE d'accéder à la certification Qualicert.

## Liste
| IAE Aix-en-Provence IAE Amiens IAE de Franche-Comté IAE Bordeaux IAE Brest IAE Caen IAE Corse EUM-IAE Clermont IAE Dijon IAE Paris-Est IAE Grenoble IAE La Rochelle IAE Lille IAE Limoges IAE Lyon IAE Metz IAE Montpellier IAE Nancy IAE Nantes IAE Nice IAE Orléans IAE Paris IAE Pau-Bayonne IAE Perpignan IAE Poitiers IAE Rennes IAE Rouen IAE Saint-Etienne IAE Savoie Mont-Blanc EM Strasbourg IAE Toulon TSM IAE Tours IAE Valenciennes IAE Versailles \| IAE RéunionIAE Nouvelle-Calédonie \| |
| IAE RéunionIAE Nouvelle-Calédonie |

| Nom                           | Université d’appartenance                          | Accréditation(s)                                          |
| ----------------------------- | -------------------------------------------------- | --------------------------------------------------------- |
| IAE Aix-en-Provence           | Aix-Marseille Université                           | EQUIS, Arts et Métiers Business Angels, membre IAE FRANCE |
| IAE Amiens                    | Université Picardie Jules-Verne                    | Qualicert, membre IAE FRANCE                              |
| IAE Angers                    | Université d'Angers                                | membre IAE FRANCE                                         |
| IAE Bordeaux                  | Université de Bordeaux                             | Qualicert, membre IAE FRANCE                              |
| IAE Brest                     | Université de Bretagne occidentale                 | Qualicert, membre IAE FRANCE                              |
| IAE Bretagne Sud              | Université Bretagne Sud                            | Membre IAE FRANCE                                         |
| IAE Caen                      | Université de Caen-Normandie                       | Qualicert, membre IAE FRANCE                              |
| EUM-IAE Clermont              | Université Clermont-Auvergne                       | Qualicert, membre IAE FRANCE                              |
| IAE Corse                     | Université de Corse Pascal-Paoli                   | Qualicert, membre IAE FRANCE                              |
| IAE Dijon                     | Université de Bourgogne                            | Qualicert, membre IAE FRANCE                              |
| IAE de Franche-Comté          | Université de Franche-Comté                        |                                                           |
| IAE Grenoble                  | Université Grenoble-Alpes                          | Qualicert, membre IAE FRANCE                              |
| IAE Paris-Est                 | Paris Est Sup (UPEC-Université Gustave Eiffel)     | Qualicert, membre IAE FRANCE, membre AACSB                |
| IAE La Réunion                | Université de La Réunion                           | Qualicert, membre IAE FRANCE                              |
| IAE La Rochelle               | Université de La Rochelle                          | Qualicert, membre IAE FRANCE                              |
| IAE Limoges                   | Université de Limoges                              | Qualicert, membre IAE FRANCE                              |
| IAE Lille                     | Université de Lille                                | Qualicert, membre IAE FRANCE                              |
| IAE Lyon                      | Université Jean-Moulin - Lyon-III                  | Qualicert, EPAS, membre IAE FRANCE                        |
| IAE Metz                      | Université de Lorraine                             | Qualicert, membre IAE FRANCE                              |
| IAE Montpellier               | Université de Montpellier                          | Qualicert, EPAS, membre IAE FRANCE                        |
| ISAM-IAE Nancy                | Université de Lorraine                             | Qualicert, membre IAE FRANCE                              |
| IAE Nantes                    | Université de Nantes                               | Qualicert, membre IAE FRANCE                              |
| IAE Nice                      | Université Côte-d'Azur                             | Qualicert, membre IAE FRANCE                              |
| IAE de la Nouvelle-Calédonie  | Université de la Nouvelle-Calédonie                |                                                           |
| IAE Orléans                   | Université d'Orléans                               | Qualicert, membre IAE FRANCE                              |
| IAE Paris                     | Autonome, associé à Université Panthéon-Sorbonne   | Qualicert, membre IAE FRANCE                              |
| IAE Pau-Bayonne               | Université de Pau et des Pays de l'Adour           | Qualicert, membre IAE FRANCE                              |
| IAE Perpignan                 | Université de Perpignan                            | Qualicert, membre IAE FRANCE                              |
| IAE Poitiers                  | Université de Poitiers                             | Qualicert, membre IAE FRANCE                              |
| IAE Rennes                    | Université de Rennes                               | Qualicert, membre IAE FRANCE                              |
| IAE Rouen                     | Université de Rouen                                | Qualicert, membre IAE FRANCE                              |
| IAE Saint-Étienne             | Université de Saint-Étienne                        |                                                           |
| IAE Savoie Mont-Blanc         | Université de Savoie                               | Qualicert, membre IAE FRANCE                              |
| EM Strasbourg Business School | Université de Strasbourg                           | Qualicert, EPAS, AACSB, AMBA, membre IAE FRANCE           |
| IAE Toulon                    | Université de Toulon                               | Qualicert, membre IAE FRANCE                              |
| Toulouse School of Management | Université Toulouse-Capitole                       | Qualicert, EPAS, membre IAE FRANCE                        |
| IAE Tours                     | Université de Tours                                | Qualicert, membre IAE FRANCE                              |
| IAE Valenciennes              | Université Polytechnique Hauts-de-France           | Qualicert, membre IAE FRANCE                              |
| ISM-IAE Versailles            | Université de Versailles-Saint-Quentin-en-Yvelines | Qualicert, membre IAE FRANCE                              |

## Épreuve d'admission
Le test Score IAE Message (SIM,,) est un test d'évaluation universitaire français qui permet d'accéder à une troisième année de licence ou à un master de gestion ou de management proposé par un institut d'administration des entreprises (IAE).
L'inscription à une session du test Score IAE Message est payante. Il est possible de repasser l'épreuve autant de fois qu'on le souhaite, à la condition de repayer le test. C'est le meilleur score qui est sauvegardé.
Elle dure trois heures et est composée de questionnaires à choix multiples (QCM). Chaque partie est notée sur 100 points et comporte 50 ou 20 questions. Le score obtenu sur 400 points est notifié par email. 
La partie « Culture générale, économique et managériale » regroupe des questions sur les grands faits et l'actualité des deux années passées tant dans le domaine économique, politique, culturel que musical. La partie « Compréhension et expression écrite en français » se décompose en deux sous-parties : 35 questions sur la maîtrise du français écrit : orthographe, grammaire… ; 15 questions portant sur la compréhension d'un texte et du vocabulaire s'y rattachant. La partie « Raisonnement logique et numérique » comprend deux parties : 10 questions évaluant le raisonnement logique ; 10 questions se basant sur des calculs élémentaires, l'exploitation de données, l'application d'algèbre simple… La calculatrice est interdite durant cette épreuve. La partie « Compréhension et expression écrite en anglais » comprend deux parties : 35 questions permettant de connaître les capacités d'expression écrite du candidat ; 15 questions relatives à la compréhension et à l'analyse d'un écrit anglais.

## Classements
Des organes de presse et d'autres organismes publient des classements des IAE, dont l'objectif est d'aider les étudiants à choisir l'un ou l'autre de ces organismes de formation, ainsi que de guider les entreprises pour le recrutement des diplômés. 
- Challenges a publié un classement en 2018[17]. Il utilise 5 critères :
  - les accréditations internationales des IAE,
  - la sélection des étudiants,
  - la durée minimale de stage en France,
  - l'alternance en M2 et la durée minimum des séjours d'études à l'étranger,
  - le salaire moyen des débutants, compris entre 24 000 et 37 000 € brut selon les établissements.
- Eduniversal (en) est un ensemble de classements établis par une société privée, SBMG. Ils classent les masters 2 (M2) des IAE selon 3 critères :
  - la notoriété de la formation,
  - la salaire moyen des débutants,
  - les appréciations des anciens étudiants.

Les classements 2020 concernent 172 M2 appartenant à 23 IAE. Ces classements sont sectoriels, et permettent de comparer les M2 des IAE avec des spécialisations équivalentes des grandes écoles de commerce et de management.

## Associations de diplômés des IAE
Les Associations de diplômés de chaque IAE, souvent nommées ADIAE ou AAE-IAE ou IAE-Alumni, ont pour rôle de :
- favoriser les échanges entre diplômés, étudiants et monde de l’entreprise dans le but d'entretenir et de développer un réseau fort et actif ;
- participer au rayonnement de leur propre IAE, développer son image et veiller au maintien de sa vocation et de son évolution ;
- mutualiser au niveau national les actions et le relationnel des diplômés des instituts[19],[20],[21],[22],[23] ;
- fédérer les actions des diplômés IAE au niveau national, voire international (Fédération nationale des diplômés des IAE : FnDIAE) ;
- créer un événementiel mettant en exergue les diplômés IAE (Le DAVOS des PME, les Cafés du DAVOS des PME, les MANAGERIALES…).